# Щербатов, Иван Михайлович
Князь Иван Михайлович Щербатов (ум. после 1598) — опричник, сын боярский, голова, дворянин московский, наместник и воевода.
Представитель княжеского рода Щербатовых (Рюриковичи). Младший сын князя Михаила Васильевича Щербатова. Братья — князья Дмитрий и Осип Щербатовы.

## Биография
В погоне за войсками Девлет-Герея в Тарусе воевода левой руки "из опричнины" (1571). В 1572 году вместе с братом Дмитрием стоял с другими воеводами «из опричины» в Тарусе. В 1572-1573 годах — наместник в Новгороде-Северском. 21 июня 1573 года староста каневский и черкасский, князь Михаил Вишневецкий, предпринял нападение на приграничные русские владения. Он выступил из Канева с каневскими и белгородскими татарами, разорил черниговские, стародубские, новгород-северские и почепские волости, сжег посад в Радогоще. Князь Иван Щербатов отправил в погоню за князем Вишневецким из Новгорода-Северского отряд жильцов, детей боярских, казаков и посадских людей с головами на судах по р. Десне.
В 1580 году служил головой в большом полку, собранного для отражения ожидавшего набега крымских татар под Тулой. В 1581 году — второй воевода сторожевого полка и второй воевода полка левой руки в походе русской рати на литовские владения.
В 1582 году воевода в Зубцове, потом в Мценске во главе полка левой руки. В 1583 году — полковой воевода в Рязани на службе у Хворостинина Дмитрия Ивановича, Рязанского наместника. В 1584 году, «по крымским вестям» второй воевода правой руки в Тарусе, потом в Серпухов, назначен вторым воеводой полка правой руки «на берегу» (реки Оки).
В 1588 году назначен вторым воеводой полка левой руки «на берегу». Князь Михаил Шугрея Гвоздев-Ростовский стал вторым воеводой сторожевого полка. Это стало поводом для местнического спора между ними. В 1589 году князь Иван Щербатов бил челом на князя Михаила Гвоздева-Ростовского. За последнего ответил его младший родственник, князь Семён Владимирович Бахтеяров-Приимков. Через неделю на князя Ивана Щербатова «бил челом» князь Владимир Бахтеяров «для того, что князь Иван Щербатый искал на большом его брате, на семом, на князь Михаиле Гвоздеве Шугрее». Чем закончился местнический спор — разряды не сообщают.
В 1589 году — первый воевода сторожевого полка в Кашире, а затем переведён вторым воеводой полка левой руки на берег р. Оки. В 1591 году — воевода передового полка в Калуге. В 1592 году находился на воеводстве в Брянске.
В 1598 году во время ожидавшегося нападения крымского хана на русские земли назначен воеводой «для береженья от огня, а в новом деревянном городе за Яузой, от Яузы до Москвы реки».

## Семья
Дети:
- Князь Щербатов Григорий Иванович — в боярском списке (1611)  записан дворянином.
- Князь Щербатов Кондратий Иванович — показан только в Бархатной книге.
- Князь Щербатов Денис Иванович — в Боярских книгах (1611 и 1616) написан в дворянах, на него жаловался Шереметьев Фёдор Иванович, что он пользуясь Смутой взял у него несколько людей из Бежецкой вотчины (1612).
- Князь Щербатов Даниил Иванович (? — 1618) — в боярском списке (1611) записан в дворянах, убит при осаде Москвы (1618) королевичем Владиславом.
- Князь Щербатов Нефёд Иванович (ум. после 1646) — из жильцов пожалован в стольники патриарха Филарета (1624), царский стольник (1629), на службе в Можайске (1634), Туле (1641), Мценске (1646), дворянин московский (сентябрь 1646), во время путешествия Государя оставался в Москве для её бережения (октябрь 1646).
- Князь Щербатов Фёдор Иванович (ум. до 1639) — из патриарших стольников пожалован в царские стольники (1627), на службе в Можайске (1634), при посещении литовских послов "перед послами есть ставил" (21 марта 1635). Жена Ульяна, упомянута вдовой (1639).
- Княжна Мария Ивановна — в 1-м браке (с 1628) за князем Фадеем Михайловичем Барятинским († 1647), во 2-м браке за Михаилом Борисовичем Мансуровым, упомянута его вдовой (1682).

## Критика
Родной племянник князя Ивана Михайловича — князь Лука Осипович Щербатов, называет его младшим сыном у отца, что доказывает о имеющемся в Бархатной книге его брата — князя Василия Михайловича совсем не было.
Князья Фёдор и Иван Андреевичи Щербатовы просили (1749) о выдаче им выписи на имения их предков и к прошению приложили довольно подробную родословную табличку, в которой показывают у князя Ивана Михайловича, кроме известных шести сыновей, ещё седьмого — князя Михаила Ивановича. В связи с тем, что они жили спустя почти 150 лет и были в слишком отдалённом родстве, поэтому их указание не заслуживает веры, тем более, что князь Михаил Иванович не упомянут на в каких документах.